# 仁科斂
仁科 斂（にしな れん、1994年8月25日 - ）は、日本の小説家。東京都生まれ、香港、上海、ロンドン育ち。

## 経歴
オックスフォード大学PPEコース卒業。東京大学大学院総合文化研究科に在籍、2025年現在、多摩美術大学芸術学科非常勤講師。
2024年「さびしさは一個の廃墟」で第56回新潮新人賞を受賞して作家デビュー。

## 作品リスト
- 「さびしさは一個の廃墟」（『新潮』2024年11月号）